# Lissocarpa stenocarpa
Lissocarpa stenocarpa là một loài thực vật có hoa trong họ Thị. Loài này được Steyerm. mô tả khoa học đầu tiên năm 1987.